# Tour de Dubai 2015
El Tour de Dubai 2015 va ser la segona edició del Tour de Dubai. La cursa es disputà en quatre etapes entre el 4 i el 7 de febrer de 2015. La cursa va ser guanyada pel britànic Mark Cavendish (Etixx-Quick Step), gràcies a les bonificacions obtingudes en els seus dos triomfs d'etapa. Cavendish també guanyà la classificació per punts. L'acompanyaren al podi l'alemany John Degenkolb (Etixx-Quick Step) i l'espanyol Juan José Lobato (Movistar Team). Michael Valgren (Team Tinkoff-Saxo) fou el millor jove i Alessandro Bazzana (UnitedHealthcare) el millor en les metes volants.

## Equips participants
Els 16 equips participants són:
- 10 equips World Tour: AG2R La Mondiale, Astana Qazaqstan Team, BMC Racing Team, Etixx-Quick Step, Team Katusha, Lampre-Merida, Movistar Team, Team Sky, Team Giant-Alpecin, Team Tinkoff-Saxo
- 4 equips continentals professionals: Bardiani Valvole-CSF Inox, CCC Sprandi Polkowice, Team Novo Nordisk, UnitedHealthcare Professional
- 1 equip continental: Sky Dive Dubai Pro Cycling Team
- 1 selecció nacional: Emirats Àrabs

## Etapes
| Etapa    | Data        | Recorregut                     |                   | Km  | Vencedor d'etapa          | Líder de la general       | Ref.  |
| -------- | ----------- | ------------------------------ | ----------------- | --- | ------------------------- | ------------------------- | ----- |
| 1a etapa | 4 de febrer | Dubai - Dubai                  | Etapa plana       | 145 | Mark Cavendish (GBR)      | Mark Cavendish (GBR)      | [ 2 ] |
| 2a etapa | 5 de febrer | Dubai - Dubai (Palma Jumeirah) | Etapa plana       | 185 | Elia Viviani (ITA)        | Mark Cavendish (GBR)      | [ 3 ] |
| 3a etapa | 6 de febrer | Dubai - Hatta                  | Etapa accidentada | 205 | John Degenkolb (Alemanya) | John Degenkolb (Alemanya) | [ 4 ] |
| 4a etapa | 7 de febrer | Dubai - Dubai (Burj Khalifa)   | Etapa plana       | 128 | Mark Cavendish (GBR)      | Mark Cavendish (GBR)      | [ 5 ] |

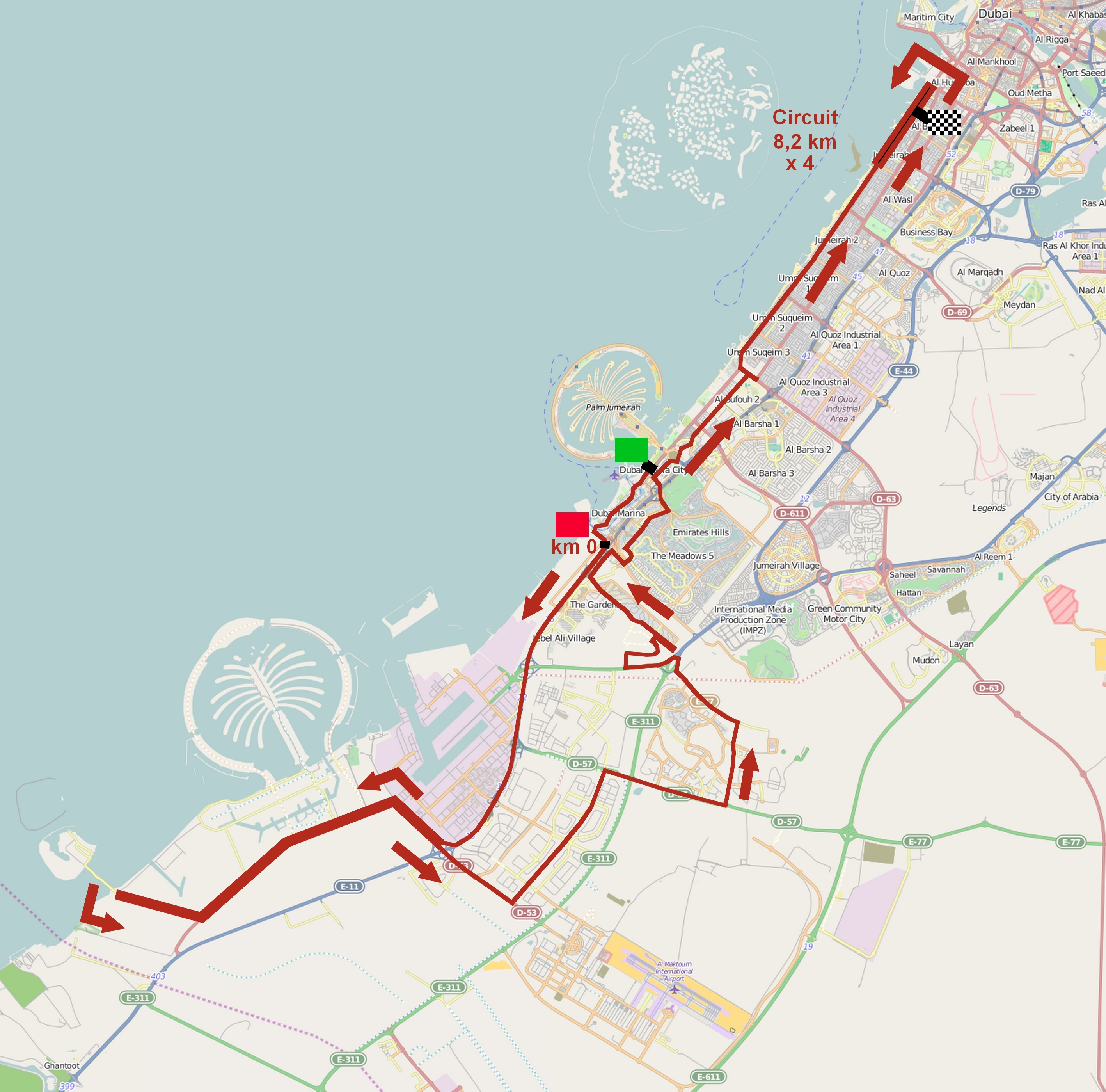
1.
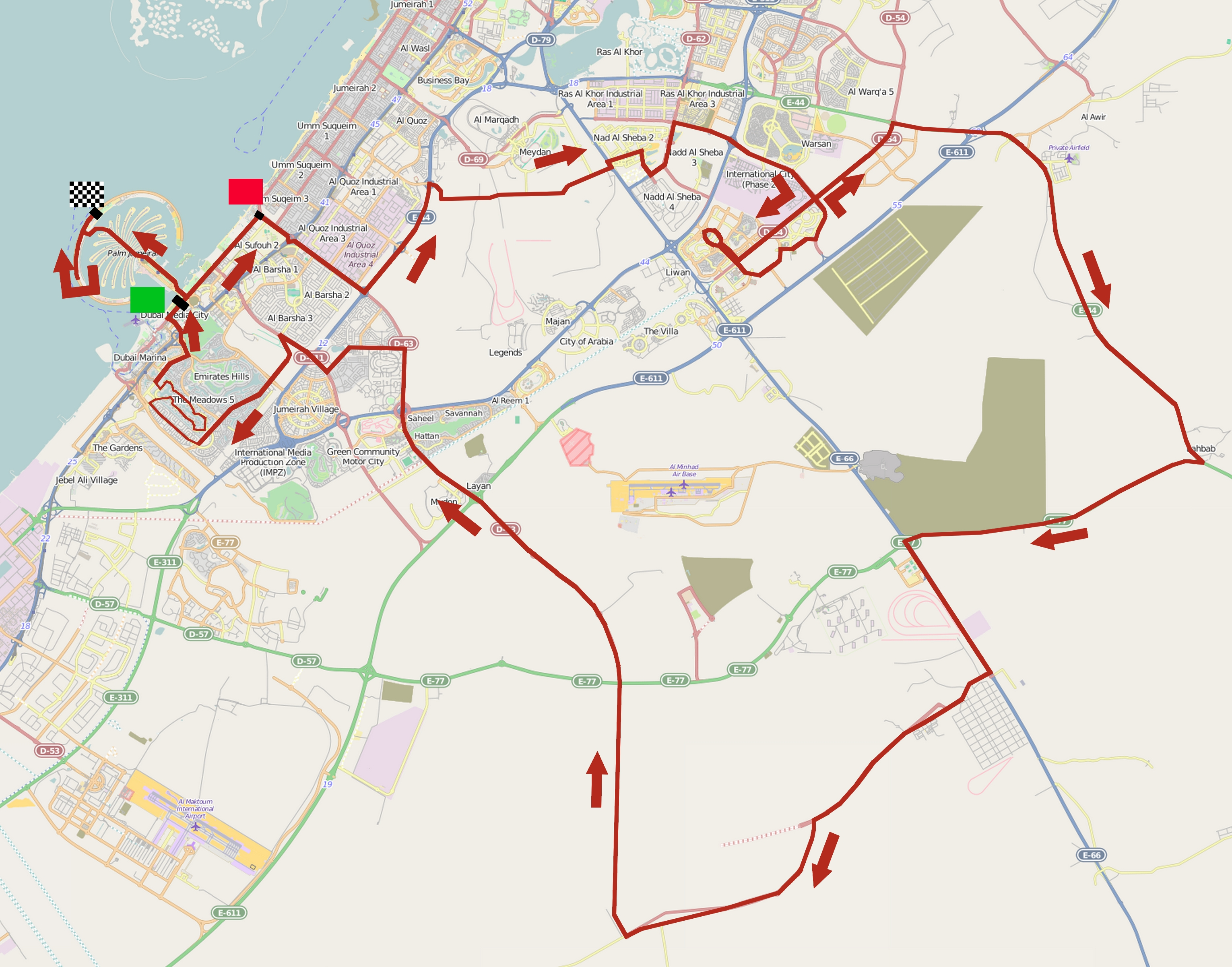
2.
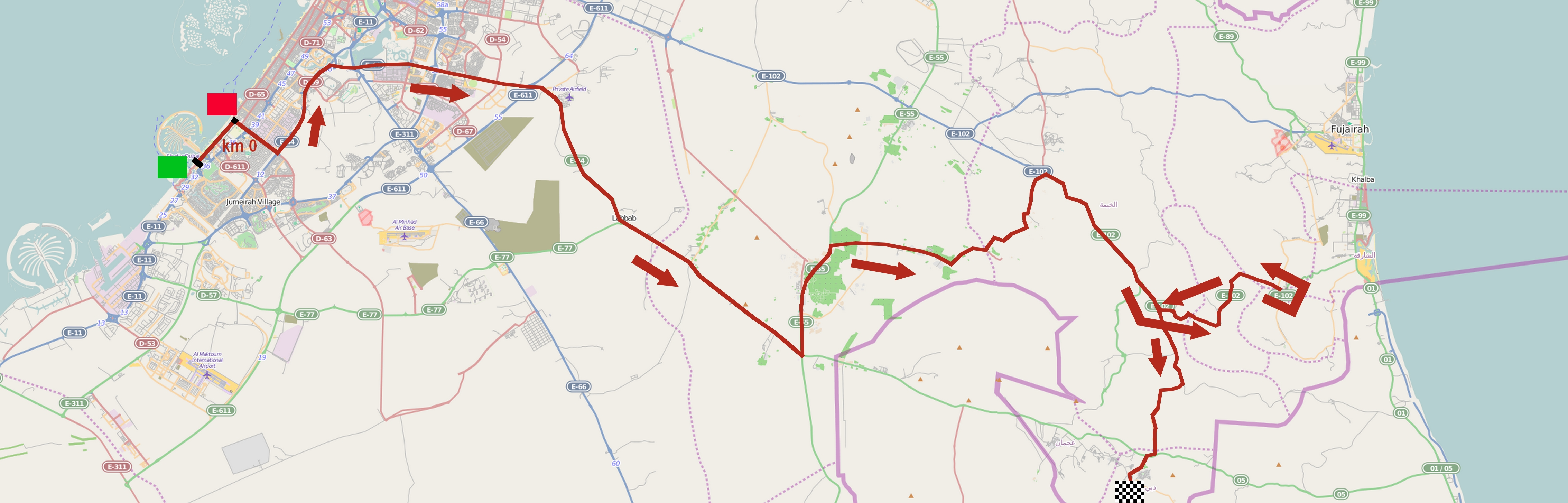
3.
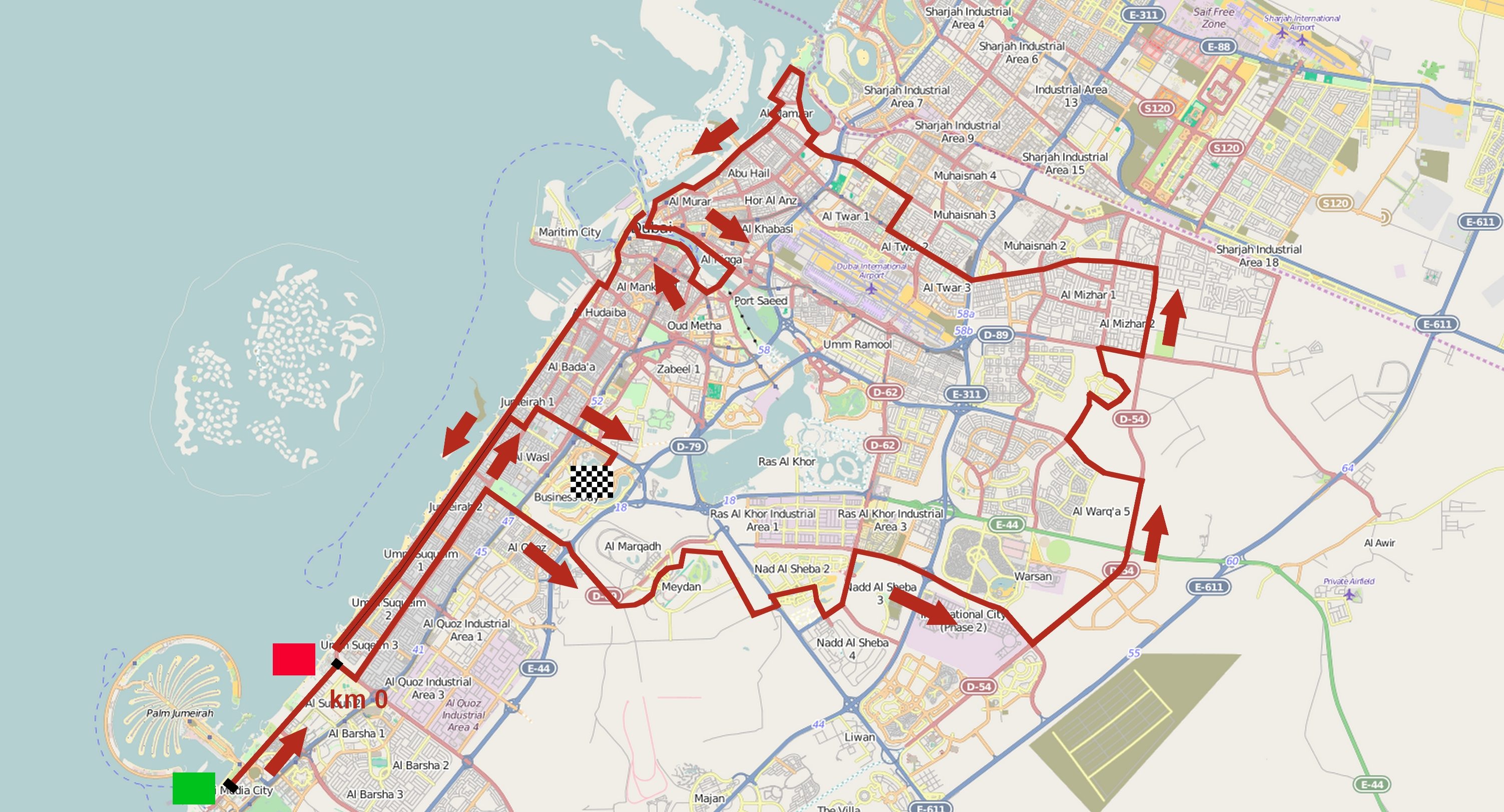
4.

## Classificació general final
|    | Ciclista                  | Equip                         | Temps       |
| -- | ------------------------- | ----------------------------- | ----------- |
| 1  | Mark Cavendish (GBR)      | Etixx-Quick Step              | 15h 22' 38" |
| 2  | John Degenkolb (Alemanya) | Team Giant-Alpecin            | + 6"        |
| 3  | Juan José Lobato (ESP)    | Movistar Team                 | + 10"       |
| 4  | Alejandro Valverde (ESP)  | Movistar Team                 | + 12"       |
| 5  | Marco Canola (ITA)        | UnitedHealthcare Professional | + 14"       |
| 6  | Alessandro Bazzana (ITA)  | UnitedHealthcare Professional | + 17"       |
| 7  | Grega Bole (SLO)          | CCC Sprandi Polkowice         | + 18"       |
| 8  | Philippe Gilbert (BEL)    | BMC Racing Team               | + 18"       |
| 9  | Manuele Boaro (ITA)       | Team Tinkoff-Saxo             | + 18"       |
| 10 | Filippo Pozzato (ITA)     | Lampre-Merida                 | + 18"       |

## Evolució de les classificacions
| Stage | Winner         | Classificació general | Classificació per punts | Classificació metes volants | Classificació dels joves | Classificació per equips |
| ----- | -------------- | --------------------- | ----------------------- | --------------------------- | ------------------------ | ------------------------ |
| 1     | Mark Cavendish | Mark Cavendish        | Mark Cavendish          | Ben Swift                   | Paolo Simion             | BMC Racing Team          |
| 2     | Elia Viviani   | Mark Cavendish        | Mark Cavendish          | Davide Frattini             | Paolo Simion             | BMC Racing Team          |
| 3     | John Degenkolb | John Degenkolb        | Mark Cavendish          | Alessandro Bazzana          | Michael Valgren          | BMC Racing Team          |
| 4     | Mark Cavendish | Mark Cavendish        | Mark Cavendish          | Alessandro Bazzana          | Michael Valgren          | BMC Racing Team          |
| Final | Final          | Mark Cavendish        | Mark Cavendish          | Alessandro Bazzana          | Michael Valgren          | BMC Racing Team          |